# Nyamninia
Nyamninia är en ort i distriktet Siaya i provinsen Nyanza i Kenya, och ligger cirka 48 mil från Kisumu.